# Trogonophidae
Trogonophidae је мала породица црволиких гуштера, која садржи пет врста сврстаних у четири рода. Ови црволики гуштери насељавају северну Африку, Афрички рог, Арабијско полуострво и западни део Ирана. Не поседују екстремитете, месоједи су, изузетно прилагођени на копање тунела у земљу (фосоријални начин живота). Своје тунеле граде осцилирајућим кретањем које набија тло у зид тунела. За разлику од других водоземаца, зуби представника фамилије Trogonophidae су обједињени с вилицама, уместо да леже у бразди. 

## Класификација
- Agamodon Peters, 1882
- Diplometopon Nikolskii, 1907
- Pachycalamus Günther, 1881
- Trogonophis Kaup, 1830